# Eoleptoneta
Genre
Eoleptoneta est un genre fossile d'araignées aranéomorphes de la famille des Leptonetidae.

## Distribution
Les espèces de ce genre ont été découvertes dans de l'ambre de la mer Baltique et de Bitterfeld en Saxe-Anhalt en Allemagne. Elles datent du Paléogène.

## Liste des espèces
Selon The World Spider Catalog 14.5 :
- †Eoleptoneta curvata Wunderlich, 2004
- †Eoleptoneta duocalcar Wunderlich, 2004
- †Eoleptoneta kutscheri Wunderlich, 1991
- †Eoleptoneta multispinae Wunderlich, 2011
- †Eoleptoneta pseudoarticulata Wunderlich, 2011
- †Eoleptoneta similis Wunderlich, 2004

## Publication originale
- Wunderlich, 1991 : Beschreibung der ersten fossilen Spinne der Familie Leptonetidae: Eoleptona kutscheri n. gen., n. sp. in Sächsischem Bernstein (Arachnida: Araneae). Entomologische Zeitschrift, vol. 101, p. 21–26.